# エスカモール武生楽市
武生楽市（たけふらくいち、英称：TAKEFURAKUICHI）は、福井県越前市横市町にあるショッピングセンターである。中部土地開発株式会社が所有し、管理・運営を行っている。

## 概要
1991年（平成3年）11月にオープンした、コドーグループ運営によるハッピーコート エスカが前身である。2000年（平成12年）8月にコドーグループより運営を中部土地開発株式会社に移管し、名称をエスカモール武生楽市に変更して翌年6月にリニューアルオープンした。その際に、核テナントとして株式会社ヤスサキが入居した。

国道8号（福井バイパス）の横市交差点の南東に位置する。

## 主な店舗・施設
- ヤスサキ（グルメ館、ワイワイプラザ）
- 専門店
- TSUTAYA
- マクドナルド
- ミスタードーナツ

## アクセス
公共交通機関
- 福鉄バス 「保険センター前」停留所下車、徒歩3分。
- 越前市市民バスのろっさ 「横市町・武生楽市前」停留所下車。

自動車
- 北陸自動車道 武生ICより車で約3分。
- 国道8号福井バイパス 横市交差点より南東すぐそば。